# 90937 Josefdufek
90937 Josefdufek este un asteroid din centura principală de asteroizi.

## Descriere
90937 Josefdufek este un asteroid din centura principală de asteroizi. A fost descoperit pe 11 octombrie 1997 la Observatorul din Ondřejov de Lenka Šarounová. Asteroidul prezintă o orbită caracterizată de o semiaxă mare de 2,40 ua, o excentricitate de 0,18 și o înclinație de 0,2° în raport cu ecliptica.